# Јасмина Јанковић
Јасмина Јанковић (девојачко Сретеновић; Сремска Митровица, 1968) српска је књижевница и песникиња.

## Биографија
Рођена је 1968. године у Сремској Митровици. Дипломирала на социјалном раду и социјалној политици.
Учествовала је на Барском љетопису 2011. као савремени писац и за Дан државности Србије, у Темишвару, на позив министарства за дијаспору. Излагала је као аутор-издавач на сајму књига у Москви 2006/2007, Косовској Митровици, Београдском сајму књига, самостално и у оквиру удружења писаца „Поета”. Свој књижевни рад промотивно представља у сарадњи са културним центрима, библиотекама и школама, а пласман књига ради самостално. Такав вид је једини вид маркетинга који примењује у свом раду, а до сада на путу мисије књижевности је прати значајна и озбиљна читалачка публика. Ретко учествује на књижевним конкурсима.